# Boasjön (Okome socken, Halland)
Boasjön är en sjö i Falkenbergs kommun i Halland och ingår i Ätrans huvudavrinningsområde.